# Magyar nagylexikon
A Magyar Nagylexikon (összkiadás: ISBN 9630566117) általános nagylexikon, amelynek kiadását 1993-ban kezdte meg az Akadémiai Kiadó. A negyedik kötet 1995-ben jelent meg. A kiadást az 5. kötettől a Magyar Nagylexikon Kiadó Rt. folytatta, 1997–2004 között.

## Jellemzői
A lexikon 18 kötetet (A–Z) és egy – 2004-ben kiadott – kiegészítő kötetet tartalmaz, melyekben összesen közel 160 000 szócikk és mintegy 19 000 színes és fekete-fehér illusztráció (kép, ábra, képlet, térkép) található.gghchcscgvh
Bemutatja a Föld országait térképekkel; tartalmaz több tízezer életrajzi cikket tudósokról, művészekről, politikusokról; igyekszik minden tudományterületet lefedni.
Készítésében 340 szerző működött közre, ellenőrzését pedig 105 lektor végezte. A szerkesztést a főszerkesztő és a kötetszerkesztők irányításával 24 szakszerkesztő végezte.
A készítők 2004-es nyilatkozata szerint „ez vélhetően az utolsó nyomtatásban megjelent magyar általános nagylexikon”;[forrás?] azonban 2012–2014 között megjelent nyomtatásban a Britannica Hungarica 25 kötete.

## Kötetbeosztás
| Kötetszám   | Kötetcím | Kiadási év |
| ----------- | -------- | ---------- |
| I. kötet    | A–Anc    | 1993       |
| II. kötet   | And–Bag  | 1994       |
| III. kötet  | Bah–Bij  | 1994       |
| IV. kötet   | Bik–Bz   | 1995       |
| V. kötet    | C–Csem   | 1997       |
| VI. kötet   | Csen–Ec  | 1998       |
| VII. kötet  | Ed–Fe    | 1998       |
| VIII. kötet | Ff–Gyep  | 1999       |
| IX. kötet   | Gyer–Iq  | 1999       |
| X. kötet    | Ir–Kip   | 2000       |

| Kötetszám    | Kötetcím             | Kiadási év |
| ------------ | -------------------- | ---------- |
| XI. kötet    | Kir–Lem              | 2001       |
| XII. kötet   | Len–Mep              | 2001       |
| XIII. kötet  | Mer–Nyk              | 2001       |
| XIV. kötet   | Nyl–Pom              | 2002       |
| XV. kötet    | Pon–Sek              | 2002       |
| XVI. kötet   | Sel–Szö              | 2003       |
| XVII. kötet  | Szp–Ung              | 2003       |
| XVIII. kötet | Uhn–Z                | 2004       |
| XIX. kötet   | Kiegészítő kötet A–Z | 2004       |